# Дёмино (спортивный комплекс)
Центр лыжного спорта «Дёмино» — лыжно - биатлонный комплекс, центр спорта и отдыха, расположенный на левом берегу реки Волги в Рыбинском районе Ярославской области, в 20 км — от Рыбинска, 70 км от Ярославля и 350 км от Москвы. В «Дёмино» построена лыжероллерная трасса протяжённостью 3,75 км, а также лыжные трассы протяжённостью 5 и 10 км, получившие сертификат Международной федерации лыжного спорта для проведения этапа Кубка мира FIS по лыжным гонкам. Для проведения ежегодного Деминского лыжного марафона проложена уникальная для России лыжная трасса в один круг протяженностью 50 км. С 2019 года марафон проводится на трассе 25 км. Лыжный стадион в «Дёмино» вмещает около 7000 зрителей (вдоль трассы соревнования могут смотреть около 25 000 человек) и является одним из самых больших в Европе.

## История
«Дёмино» как лыжный центр стало развиваться с 1975 года. Здесь были проведены чемпионат РСФСР 1978 года и Кубок СССР 1979 года. Затем наступил период забвения.
В 2001 году НПО «Сатурн» и администрация Ярославской области решили возродить объект. За 5 лет строительства стадиона было потрачено более 500 миллионов рублей.
В 2003 году «Дёмино» получило по приказу Госкомспорта РФ статус регионального центра спортивной подготовки.
19 января 2007 года состоялось торжественное открытие центра лыжного спорта проведением этапа Кубка мира по лыжным гонкам. Стадион на тот момент стал единственным стадионом в России, который отвечал требованиям Международной федерации лыжного спорта. 
В декабре 2018 года в «Дёмино» сдано в эксплуатацию биатлонное стрельбище.

## Спортивные соревнования

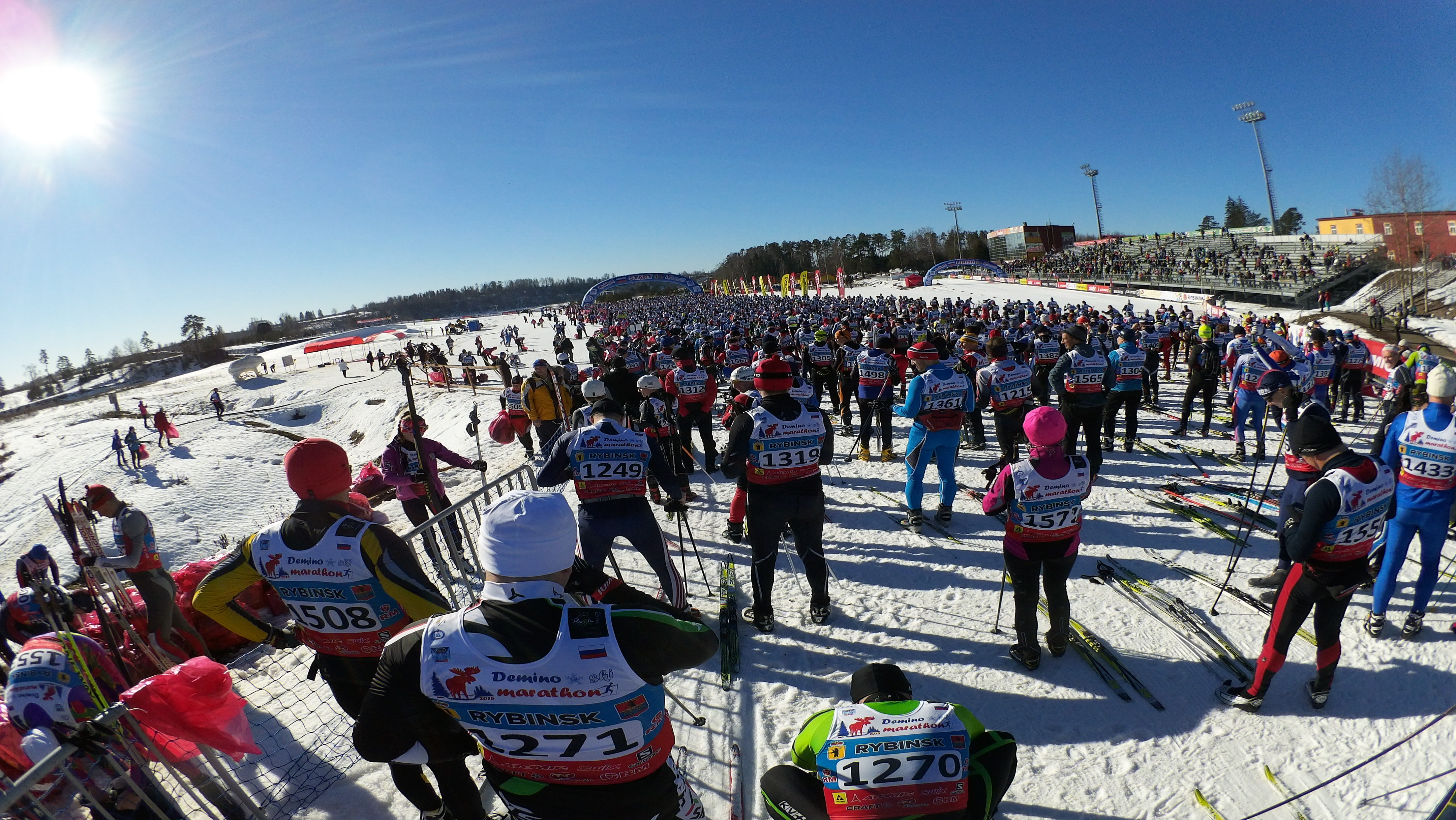
Деминский лыжный марафон. Старт

С 2004 года в «Дёмино» стали проходить чемпионаты России по лыжным гонкам. С 2007 по 2015 г.г. ЦЛС «Дёмино» проводил этапы Кубка мира FIS по лыжным гонкам. За время проведения этапа Кубка мира в соревнованиях принимали участие такие «звезды»  мирового лыжного спорта, как: Петтер Нортуг, Никита Крюков, Дарио Колонья, Сергей Устюгов, Александр Легков, Ханс Кристер Холунн, Федерико Пеллегрино, Кертту Нисканен, Джессика Диггинс, Юстина Ковальчик, Астрид Якобсен, Марит Бьорген, Тереза Йохауг . По заявлениям Международной федерации лыжного спорта соревнования в Рыбинске проходили на высочайшем уровне. В ЦЛС «Дёмино» также регулярно проходят соревнования по велосипедному спорту, лыжероллерам, бегу, триатлону и другим видам спорта. Традиционным многоэтапным соревнованием стал Кубок дёминских марафонов. В этот Кубок вошли такие массовые соревнования, как лыжный марафон, велосипедный марафон и легкоатлетический полумарафон. В дёминских марафонах могут участвовать как профессионалы, так и любители: взрослые и дети.
Дёминский лыжный марафон является одним из самых массовых в России (более 1000 человек на финише), с сезона 2012/2013 он включён в международную серию лыжных марафонов Worldloppet.
Дёминский веломарафон в 2010 году собрал 250 участников. В 2011 году веломарафон оказался в тройке лучших веломарафонов страны, а также самым массовым по количеству участников на основной дистанции. Дёминский веломарафон входит в Кубок «Велосипедные марафоны России».
В 2010 году из деревьев, поваленных сильным ураганом на территории стадиона, в «Дёмино» была построена самая большая поленница в России — круглая, высотой 22 метра, диаметром 10,5 метров в основании и 3 метра в верхней части.
Презентационный ролик этапа Кубка мира по лыжным гонкам 2010/2011 в «Дёмино» был сделан мастерской художника-мультипликатора Александра Петрова - лауреата премии «Оскар» (2000)..